# Stadio Šubićevac
Lo Stadio Šubićevac è il principale impianto calcistico della città di Sebenico, in Croazia. Sorge nella nell'omonimo quartiere di Šubićevac ed ha una capienza di 3 412 posti.
È il terreno di casa della squadra del Sebenico. Fu costruito negli anni del regime socialista jugoslavo sotto il nome di Stadio Rade Končar, per l'appunto in onore del partigiano jugoslavo Rade Končar. 
Nel 2020 è stato restaurato vista la promozione dei narančasti in Prva HNL, nuovo di restaurazione il 1º agosto dello stesso anno lo stadio ha ospitato la finale di Coppa di Croazia, nella quale ha avuto la meglio il Rijeka ai danni della Lokomotiva Zagabria.